# Tove Strand

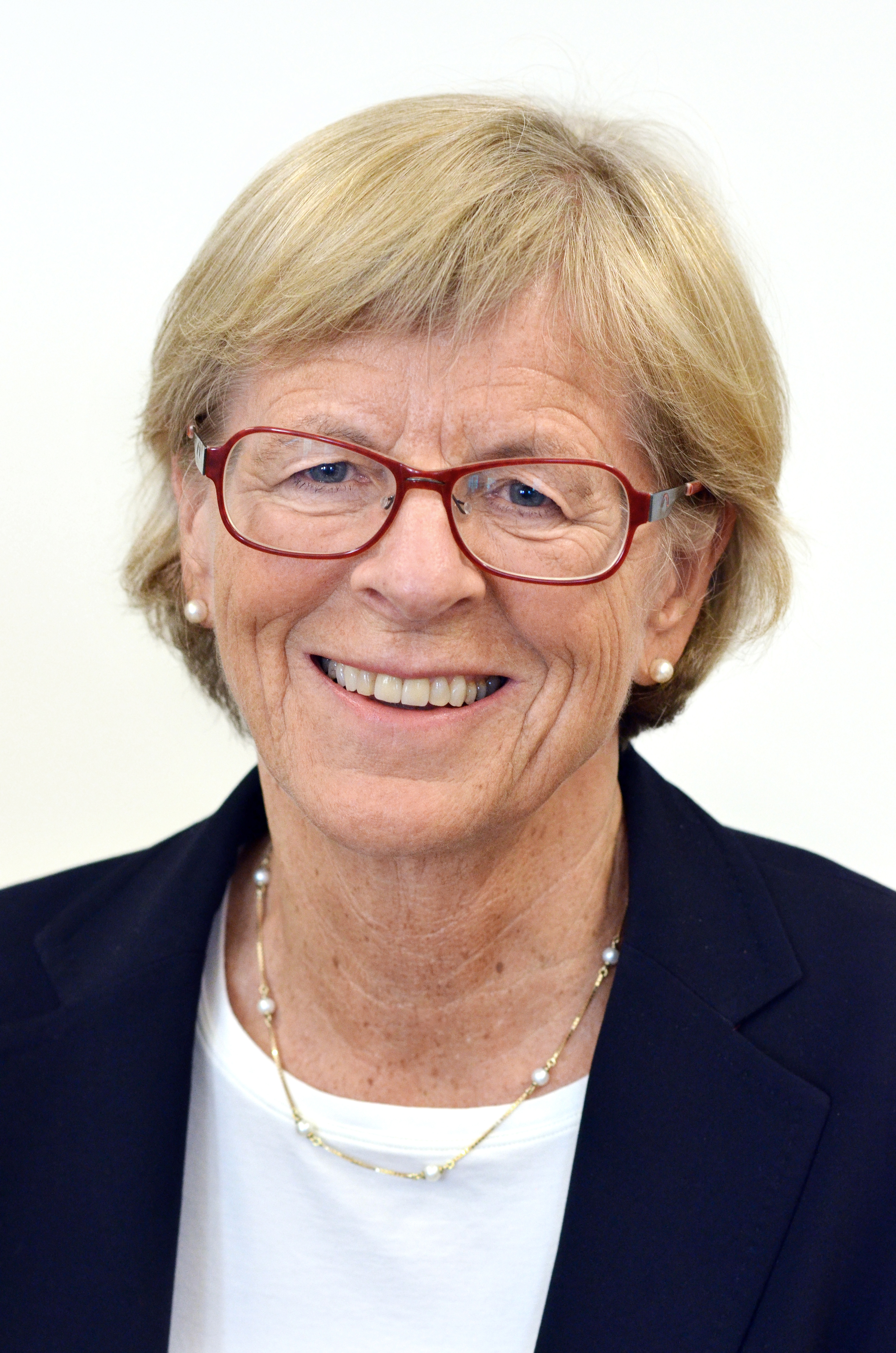
Tove Strand, 2013

Tove Strand (* 29. September 1946 in Kongsvinger; zeitweise Tove Strand Gerhardsen) ist eine norwegische Politikerin der Arbeiderpartiet (Ap). Sie war von 1986 bis 1992 Ministerin ihres Landes.

## Leben
Strand studierte bis 1971 Wirtschaft an der Universität Oslo. Sie war zwischen 1971 und 1975 sowie zwischen 1987 und 1991 Mitglied im Stadtrat von Oslo. Von 1971 bis 1976 arbeitete sie als Sachbearbeiterin im norwegischen Finanzministerium. 1976 war sie als persönliche Sekretärin im Handels- und Schifffahrtsministerium tätig. Zwischen 1978 und 1979 hatte sie eine Stelle als Büroleiterin im Verbraucher- und Verwaltungsministerium. Im Jahr 1979 war sie erneut persönliche Sekretärin, jedoch dieses Mal im Finanzministerium. Später – von Februar bis Oktober 1981 – diente sie als Staatssekretärin in diesem Ministerium. Sie kehrte danach bis 1982 wieder zu ihrer Arbeit als Büroleiterin im Verbraucher- und Verwaltungsministerium zurück. Im Anschluss war sie bis 1986 Abteilungsleiterin im Rikshospitalet in Oslo.
Am 9. Mai 1986 wurde sie zur Sozialministerin ernannt, was sie bis zum 16. Oktober 1989 blieb. Im Anschluss wurde sie Projektleiterin an der BI Norwegian Business School. In der Regierung Brundtland III diente sie zwischen dem 3. November 1990 und dem 4. September 1992 als Arbeits- und Verwaltungsministerin.
Sie kehrte danach als Sonderberaterin an die Wirtschaftshochschule zurück. Von 1993 bis 1996 war sie Bereichsleiterin für Umwelt, Entwicklung und Forschung im norwegischen Forschungsrat. In der Zeit zwischen 1993 und 1994 war sie außerdem Vizepräsidentin der Sosialdemokrater mot EU, einer parteiinterne Gruppe von EU-Gegnern. Von 1994 bis 1999 war sie stellvertretende Präsidentin des norwegischen Sportverbandes NIF. 1997 wurde sie Chefin von Norad, einer Behörde für Entwicklungszusammenarbeit, bevor sie 2005 Leiterin des Ullevål-Universitätsklinikum wurde.

## Privates
Tove Strand war mit dem Sportfunktionär und Politiker Rune Gerhardsen verheiratet und hieß während dieser Ehe Tove Strand Gerhardsen. Die beiden haben zwei Kinder, Mina und Marte Gerhardsen, die ebenfalls in der norwegischen Politik aktiv sind.